# Catacombe di Parigi
Le catacombe di Parigi sono un ossario sotterraneo nel comune di Parigi, Francia, e si estendono per alcuni chilometri, tra la rete di passaggi molto più ampia, ricavati da una cava sotterranea di una lunghezza complessiva di circa 285 km. Situato a sud della precedente porta della città (la "Barrière d'Enfer", l'attuale piazza Denfert-Rochereau), l'ossario conserva i resti di circa 6 milioni di persone, che ne fanno la più grande necropoli del mondo, e occupa una parte di caverne e gallerie di un'antica cava. Inaugurato nel tardo XVIII secolo, il cimitero sotterraneo è diventato un'attrazione turistica su piccola scala all'inizio del XIX secolo ed è stato aperto al pubblico in modo regolare dal 1874. A seguito di un episodio di vandalismo, è stato chiuso al pubblico nel settembre 2009 per poi essere riaperto il 19 dicembre dello stesso anno.
Il nome ufficiale delle catacombe è "l'ossuaire municipal". Anche se questo cimitero copre solo una piccola sezione dei tunnel sotterranei che comprende "les carrières de Paris" ("le cave di Parigi"), i parigini oggi spesso fanno riferimento all'intera rete di tunnel come "le catacombe".

## Storia

### Cimiteri parigini

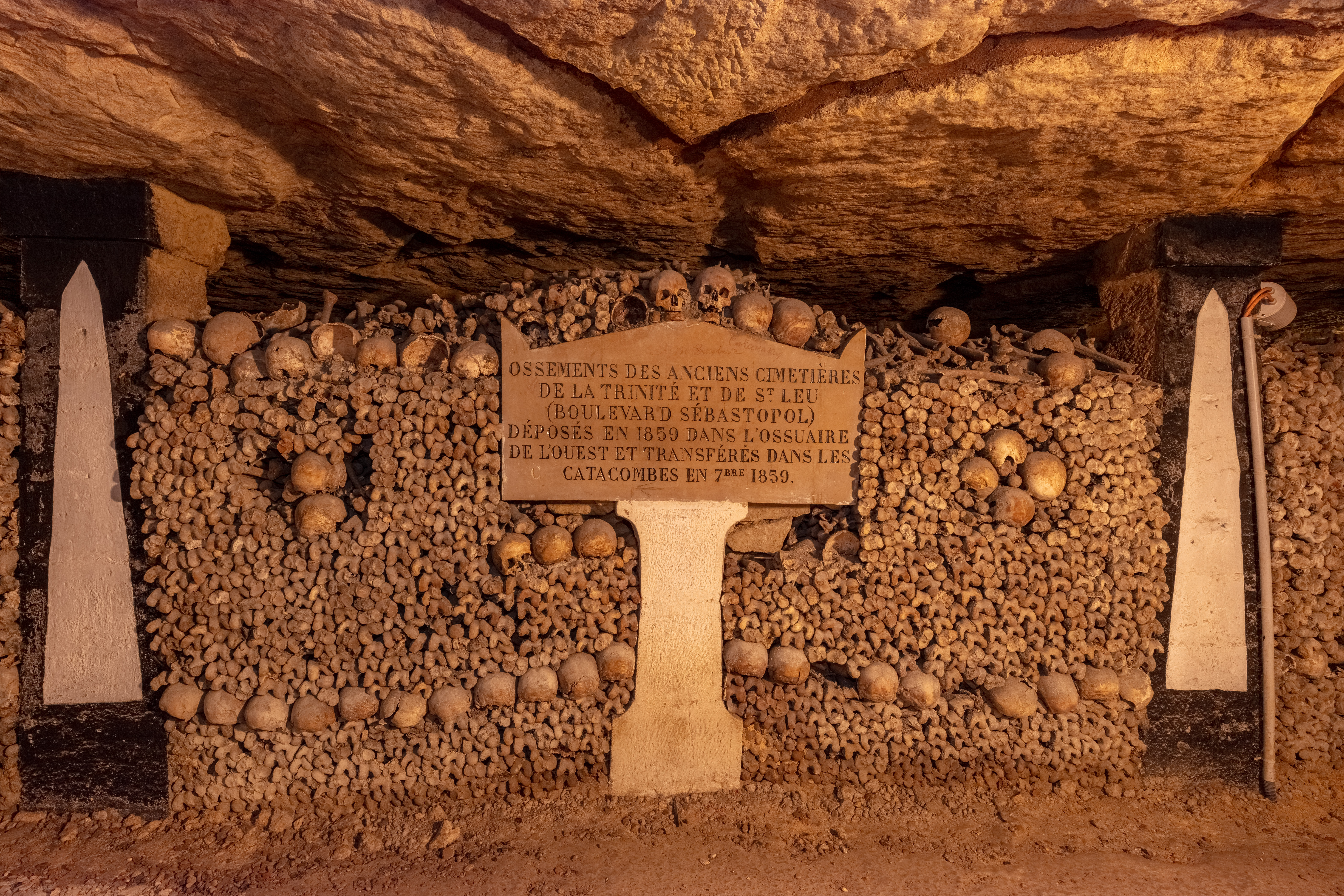
Vista delle catacombe

Fin dai tempi romani i parigini seppellivano i propri morti nella periferia della città, ma questa abitudine cambiò con l'avvento del cristianesimo e la diffusione della pratica di seppellire i fedeli in terra consacrata sotto e intorno alle chiese, a prescindere dalla loro ubicazione. Dal X secolo molti dei cimiteri parrocchiali di Parigi che sorgevano entro i limiti della città, a causa della loro posizione centrale e della densa crescita urbana, non erano più in grado di espandersi divenendo molto affollati. Un tentativo di ovviare a questa situazione arrivò all'inizio del XII secolo con l'apertura di un terreno centrale, per la sepoltura di massa per chi non era abbastanza ricco da permettersene una nei pressi della chiesa. La chiesa di San Opportune, nel quartiere centrale delle Halles, fu la prima a usare la sepolture di massa e per questo il cimitero entro la fine del secolo venne denominato cimitero degli Innocenti. Alla fine altre chiese adottarono questa tecnica di sepoltura. Una volta che lo scavo del cimitero era pieno, veniva ricoperto per poi aprirne un altro. Tuttavia le sostanze provenienti dalla decomposizione della materia organica, il cui processo chimico veniva accelerato per via dell'uso della calce, defluirono direttamente nel terreno creando una situazione inaccettabile per una città la cui fonte principale di acqua erano i pozzi.
Nel XVII secolo le condizioni sanitarie nei pressi degli Innocenti erano insostenibili. Dato che era uno dei più ambiti cimiteri di Parigi e una grande fonte di entrate per la parrocchia e la chiesa, il clero ha continuato a seppellirci i morti anche quando le fosse erano piene fino a traboccare. Da allora il cimitero fu circondato su tutti e quattro i lati da tombe "riservate" alle ossa dei defunti riesumati dalle fosse comuni, dopo che fossero stati sepolti abbastanza a lungo affinché i tessuti molli si decomponessero completamente. In questo modo, una volta svuotate, le fosse sarebbero state utilizzate di nuovo.
Una serie di decreti atti a limitare l'utilizzo del cimitero fecero ben poco per porre rimedio alla situazione ed è solo nel XVIII secolo che si decise di creare tre nuovi grandi cimiteri suburbani alla periferia della città e di chiudere tutti i cimiteri parrocchiali esistenti entro i limiti cittadini.
I nuovi cimiteri vennero creati al di fuori della zona centrale della capitale, nel XIX secolo: cimitero di Montmartre a nord, Père-Lachaise a est e cimitero di Passy a ovest. Più tardi sorse il cimitero di Montparnasse a sud.

### Ex cava di Parigi
Per una lunghezza di circa 1,7 km, le catacombe fanno in realtà parte di un circuito artificiale di 100 km, una cava dalla quale venivano estratti calcare, gesso e argilla. Sfruttata fin dall'epoca gallo-romana, nel XVIII secolo, venne chiusa per salvaguardare la città dai numerosi crolli che aveva provocato.
Il governo aveva cercato a lungo di consolidare la cava dentro e intorno alla capitale dal 1777 ed era il tenente di polizia Alexandre Lenoir a sovrintendere ai lavori di ristrutturazione. Fu lui che per primo ebbe l'idea di utilizzare i vuoti sotterranei della periferia della capitale al fine di ospitare le ossa. Il suo successore, Thiroux de Crosne, scelse come luogo la "Barrière d'Enfer", una porta a sud della città. L'esumazione e il trasferimento di tutti i morti di Parigi iniziò nel 1786, e venne completata nel 1788.

### Costruzione e decorazione
Dalla vigilia della cerimonia di consacrazione il 7 aprile dello stesso anno, una processione di sacerdoti seguiti da carri trainati carichi di ossa hanno continuato, negli anni a venire, a trasferire i defunti. Nel lavoro supervisionato dal generale ispettore delle cave, Charles-Axel Guillaumot, le ossa sono state depositate in un ampio pozzo scavato nel terreno acquistato da una proprietà, "La maison de la Tombe Issoire", per poi essere distribuite in tutte le caverne sotterranee dai lavoratori. Depositate presso la stessa casa anche croci, urne e cimeli recuperati dalle necropoli di altri cimiteri di Parigi.

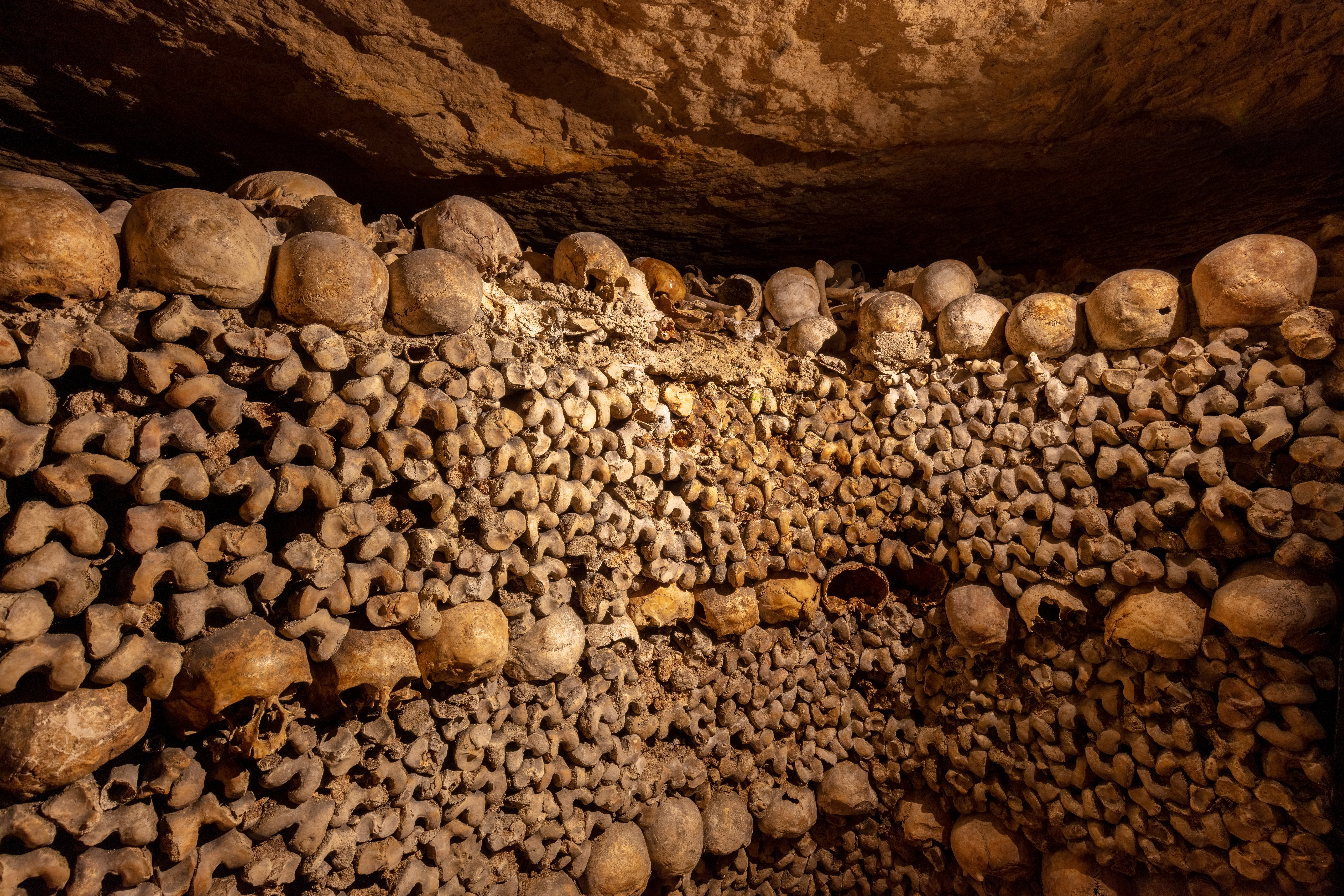
Muro di ossa nelle catacombe

Le catacombe nei primi anni erano soprattutto un deposito di ossa, ma il successore di Guillaumot dal 1810, Louis-Étienne Héricart de Thury, ha supervisionato i lavori di ristrutturazione che trasformarono le caverne sotterranee in una sepoltura reale e visitabile alla pari di qualsiasi altro mausoleo. Oltre a dirigere il riarrangiamento di crani e femori nell'attuale disposizione, ha trovato e usato le lapidi e le decorazioni dei cimiteri (molte erano sparite dopo il 1789, durante la Rivoluzione francese), per completare le mura di ossa.

## Altri eventi nelle catacombe
- I corpi dei morti dagli scontri in Place de Grève, l'Hôtel de Brienne, e Rue Meslée sono stati deposti nelle catacombe il 28 e 29 agosto 1788.
- Le pareti delle catacombe sono coperte di graffiti databili a partire dal XVIII secolo.
- Victor Hugo ha usato la sua conoscenza del sistema di tunnel nel libro I miserabili.
- Nel 1871 i comunardi uccisero un gruppo di monarchici in una camera delle catacombe.
- Durante la seconda guerra mondiale, i membri parigini della Resistenza francese hanno utilizzato il sistema di tunnel. Sempre in questo periodo, i soldati tedeschi istituirono un bunker sotterraneo nelle catacombe sotto Lycée Montaigne e venne istituita una scuola superiore sotto il VI arrondissement.
- Anche se le catacombe sono state utilizzate per seppellire i morti in un luogo più ampio, avevano degli svantaggi per le strutture edili. Poiché le catacombe sono proprio sotto le strade di Parigi, non possono essere costruiti edifici di grandi dimensioni. Per questo motivo, a Parigi non ci sono molti edifici alti.
- I film horror Necropolis - La città dei morti (diretto da John Erick Dowdle) e Catacombs - Il mondo dei morti sono ambientati nelle catacombe di Parigi.
- Nel videogioco Assassin's Creed: Unity sono presenti e visitabili completamente le cripte di Parigi come luogo della mappa.